# Werner Meinhof
Werner Kurt Armin Meinhof (* 20. Oktober 1901 in Halle; † 7. Februar 1940 in Jena) war ein deutscher Kunsthistoriker. Er leitete von 1936 bis 1939 das Stadtmuseum Jena.

## Leben
Werner Meinhof war das jüngste von zehn Kindern des Pastors Johannes Meinhof (1859–1947) und seiner Frau Mathilde (1860–1908), einer Tochter Julius Köstlins. Er brach die Schule ab und wurde Kunst- und Bauschlosser. Später holte er das Abitur nach und studierte in Halle bei Paul Frankl Kunstgeschichte. Wie seine Brüder wurde er Mitglied der Deutschnationalen Volkspartei.
1920 beteiligte Meinhof sich an der Niederschlagung von Arbeiteraufständen in der Region Halle/Saale, wofür ihm das Silberne Nothelferzeichen verliehen wurde. 1926 verlobte er sich mit der acht Jahre jüngeren Ingeborg Guthardt (1909–1949). Er fand eine Stelle als Zeichenlehrer in Halle, wurde 1926 mit einer Dissertation über Ostfälische Schnitzaltäre des frühen 15. Jahrhunderts in Kunstgeschichte promoviert und war Zeichenoberlehrer an einem Realgymnasium in Danzig. Im März 1928 wurde er wissenschaftlicher Assistent am Landesmuseum für Kunst und Kulturgeschichte in Oldenburg. Am 28. Dezember 1928 heiratete er seine Verlobte, 1931 wurde die Tochter Wienke, 1934 die spätere Linksterroristin Ulrike Meinhof geboren.
Spätestens 1930 wurde Meinhof Mitglied im Kampfbund für deutsche Kultur. Zum 1. Mai 1933 trat er auch der NSDAP bei (Mitgliedsnummer 2.856.334). Im Jahre 1936 wurde Meinhof Leiter des Jenaer Stadtmuseums und der NSDAP-Kreiskulturstelle, 1937 hielt er Vorlesungen an den Staatlichen Hochschulen für Baukunst, bildende Künste und Handwerk Weimar.
Als Jenenser Museumsdirektor hat Meinhof 1937 über 270 Kunstwerke für die NS-Ausstellung Entartete Kunst beigebracht, darunter fast das gesamte grafische Werk Ernst Ludwig Kirchners aus dem Museumsbesitz.

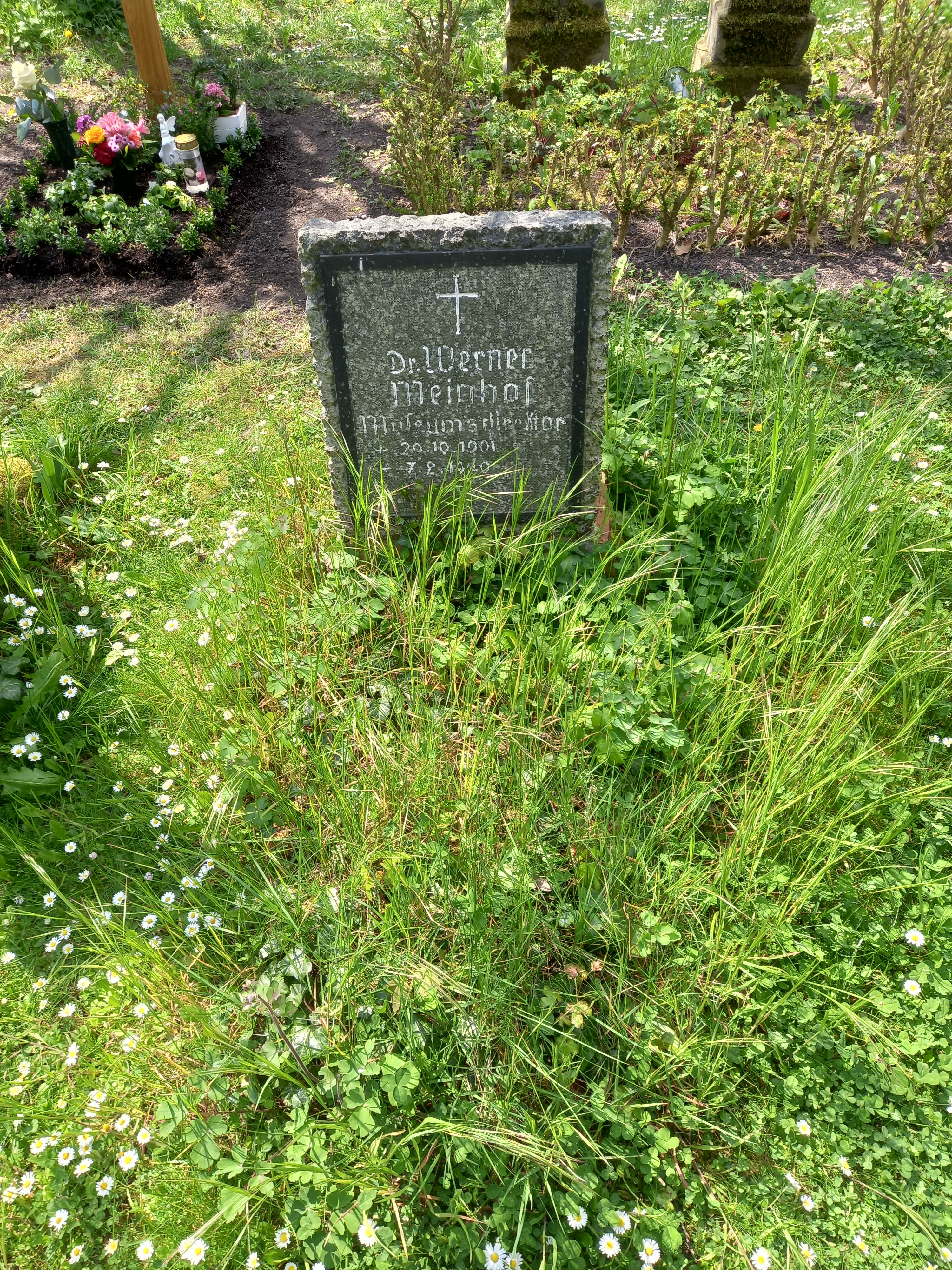
Das Grab von Werner Meinhof auf dem Laurentiusfriedhof in Halle

Im September 1939 erkrankte Werner Meinhof schwer und starb am 7. Februar 1940 an Bauchspeicheldrüsenkrebs. Ingeborg Meinhof lebte später mit Renate Riemeck zusammen, die, als Ingeborg 1949 starb, die Vormundschaft über die beiden Töchter erhielt.

## Schriften
- Ostfälische Schnitzaltäre des frühen 15. Jahrhunderts. In: Thüringisch-sächsische Zeitschrift für Geschichte und Kunst. Band 16. Gebauer-Schwetschke, Halle (Saale) 1927, DNB 361386826 (Dissertation Universität Halle, 22. August 1927).
- Adolf Senff, ein Maler der Biedermeierzeit. Gebauer-Schwetschke, Halle/Saale 1929.
- Die Bildgestaltung des Kindes. Beurteilung und Förderung. Teubner, Leipzig 1930.
- Walter Timmling im Lappan. In: Nachrichten für Stadt und Land, Oldenburg, Nr. 132 vom 17. Mai 1931, Beilage.
- Zwischen Reformation und Revolution. Stadtmuseum Jena, Jena 1936/1937.
- Das Prinzessinnenschlößchen und die Städtische Kunstsammlung in Jena. Neuenhahn, Jena 1939.
- Gestalten der Jenaer Renommistenzeit. Christian Günther, Winckelmann, Klopstock, M. Claudius. Neuenhahn, Jena 1939.
- Lebendige Anschauung. Aufsätze und Vorträge. Diederichs, Jena 1941.
- Christlicher Glaube. Im Zeugnis alter und neuer Bilder (= Kleine Handbücherei für das evangelische Haus, Heft 7). Lichtweg Verlag, Essen 1941.